# Операція «Червоний світанок»
Операція «Червоний світанок» (англ. Operation Red Dawn) — спеціальна операція американських сил спеціальних операцій за допомогою регулярних формувань американської армії, що проводилася 13 грудня 2003 року, з пошуку та захоплення збіглого іракського президента Саддама Хусейна в місті Ед-Даур, неподалік від Тікріту, міста, звідкіля С.Хусейн був родом.
Операція отримала назву «Червоний світанок» на честь однойменного фільму 1984 року за участю відомого актора Патріка Свейзі. Проведення операції здійснювалося силами 1-ї бригадної бойової групи полковника Джеймса Хіккея зі складу 4-ї піхотної дивізії під командуванням генерал-майора Раймонда Одіерно та відбірної команди сил спецоперацій США — Оперативної групи 121. В результаті отриманої розвідувальної інформації комбінована група американських збройних сил здійснювала розшук в передмістях Ед-Дауру, так званих районах «Росомаха-1» й «Росомаха-2», однак ретельніші пошуки біглого Саддама Хусейна були марними. Й тільки подальше пильне шукання між двома цими районами дали результат — президент Іраку переховувався в «лисичій норі», звідки приблизно о 20:30 його витягли американські солдати. Опору С.Хусейн не вчинив.

## Зміст
Операція «Червоний світанок» проводилася за командування вищого американського керівництва, коли була отримана надійна розвідувальна інформація про два ймовірні місця переховування утеклого президента Іраку. Обидві регіони можливого укривання були розташовані поблизу іракського міста Ед-Даур, яким у контексті назви операції присвоїли умовні найменування «Росомаха-1» «Росомаха-2», як у відомому фільмі. Для проведення ретельних пошукових дій командування американськими окупаційними силами в Іраку виділило значний компонент — 1-шу бригадну бойову групу полковника Джеймса Хіккея 4-ї піхотної дивізії під командуванням генерал-майора Раймонда Одіерно, що виконувала бойові завдання у прилеглій зоні відповідальності та елітну команду сил спецоперацій США — Оперативну групу 121 — групу, яка формувалася цілеспрямовано із завданням піймання або знищення іракського президента Саддама Хусейна.
На обшук визначених місць залучалося близько 600 солдатів з підрозділів піхоти, розвідки, артилерії, армійської авіації, інженерних військ та сил спецоперацій. Протягом тривалого часу вони обшукували безліч будівель, приміщень, підвалів тощо, але усі намагання знайти С.Хусейна були даремними. Незабаром сектор розшуку розширили, куди включили ще низку підозрілих районів та містечок, й розпочали обшуки по нової.
В результаті пошукової роботи американці вийшли на один невеличкий глинобитний будинок огороджений високими стінами по периметру та металевим примурком (34°28′24.10″ пн. ш. 43°46′54.69″ сх. д. / 34.4733611° пн. ш. 43.7818583° сх. д.). Під час ретельного обстеження конструкції, замаскованої під звалище цегли та будівельного сміття, виявили під наваленням в ґрунті дірку 2-2,5 м завглибшки. На дні було влаштоване лігвище, де міг спокійно лежати один дорослий чоловік. Тут американці й виявили Саддама Хусейна, що переховувався на днищі ями. Коли його витягли з дна схованки, він не чинив опір, а тільки оголосив: «Я Саддам Хусейн, президент Іраку, й я готовий до перемовин».
З оголошенням американською адміністрацією про захоплення С.Хусейна, що переховувався протягом більше ніж півроку від окупаційних військ та нової іракської влади, багато шиїтів та іракських курдів влаштували публічне святкування події. З іншого боку, на сунітській стороні, за кілька годин після оголошення про захоплення президента, поблизу поліцейської дільниці у Ель-Халдей в Анбарі пролунав вибух автомобіля, начиненого вибуховою речовиною. Внаслідок теракту загинуло 10 іракців й ще 20 поранене, переважна більшість постраждалих — поліцейські.